# 瓦茨拉夫·特雷巴
瓦茨拉夫·特雷巴（捷克語：Václav Tereba，1918年8月21日—1990年2月22日），捷克斯洛伐克男子乒乓球运动员。他曾获得4枚世界乒乓球锦标赛男子团体金牌。